# Stefano Quaranta

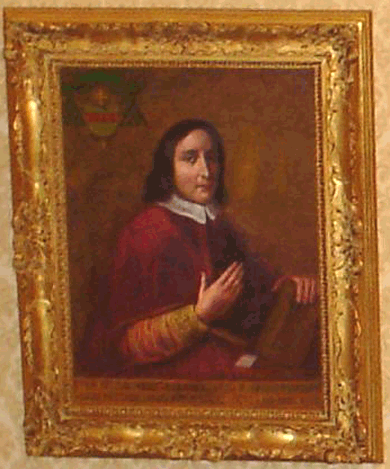
Stefano III van Amalfi, aartsbisschop

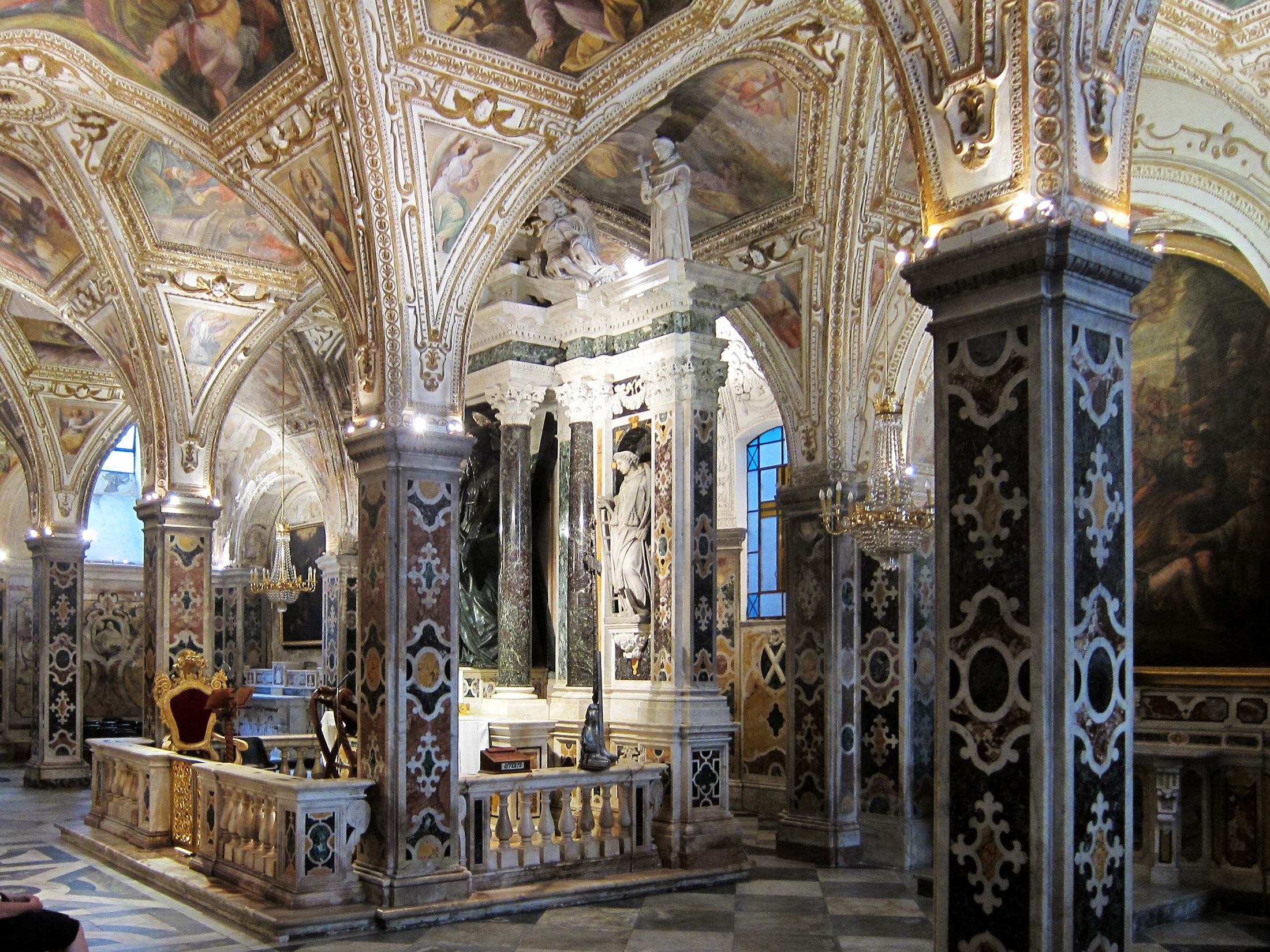
Krypte van de Dom van Amalfi, met het graf van Andreas

Stefano Quaranta (Napels, 1586 – aldaar, 30 november 1678) was Rooms-katholiek aartsbisschop van Amalfi, in het koninkrijk Napels, van 1649 tot zijn overlijden. Hij werd ook Stefano III van Amalfi genoemd.

## Levensloop
Quaranta was een telg uit de adellijke familie Quaranta. Als tienerjongen werd hij lid van de hofhouding van zijn oom, aartsbisschop Stefano II van Amalfi. Quaranta trad als priester toe de Theatijnen. Deze priesterorde was actief in de Contrareformatie. 
In Rome kreeg hij aanstellingen bij diensten van de Curie. Hij werkte als raadsman voor de Congregatie voor de Evangelisatie van de Volkeren, deze voor de Liturgie, de Relikwieën, de Aflaten en de Index van Verboden Boeken. Deze functies oefende hij uit onder bescherming van paus Urbanus VIII.
In 1649 keerde hij naar het koninkrijk Napels terug, nadat paus Innocentius IX hem benoemde tot aartsbisschop van Amalfi. Dit pontificaat duurde bijna 30 jaren. Aartsbisschop Quaranta leidde er de openbare werken. Zo werd het graf van de apostel Andreas, patroonheilige van Amalfi, gerestaureerd in de Dom. Hij liet het wapenschild van de familie Quaranta aanbrengen op het graf.
Na zijn dood werd hij begraven in de kloosterkerk van Santa Maria delle Grazie Maggiore a Caponapoli, in het centrum van Napels. De stad Amalfi betaalde de begrafenis als dankbaarheid voor alle bouwactiviteiten die hij ontplooid heeft. De grafsteen in Napels maakt melding van zijn bouwwerken.
- Gemeinsame Normdatei: 124578136
- International Standard Name Identifier: 0000 0000 6289 1014
- Library of Congress Control Number: no2014058176
- Nationale Bibliotheek van Tsjechië: xx0134983
- Nationale en Universitaire bibliotheek Zagreb: 000379461
- Nederlandse Thesaurus van Auteursnamen: 318957485
- Istituto Centrale per il Catalogo Unico: BVEV042168
- Système universitaire de documentation: 26006548X
- Virtual International Authority File: 89341937
- WorldCat: E39PBJtRPcyj9dc3pJ8XwKkbh3